# Wolfgang Maus
Wolfgang Maus (* 19. März 1946 in Köln) ist ein deutscher  Ingenieur und ehemaliger Vorsitzender der Geschäftsführung der Emitec Gesellschaft für Emissionstechnologie mbH in Lohmar.

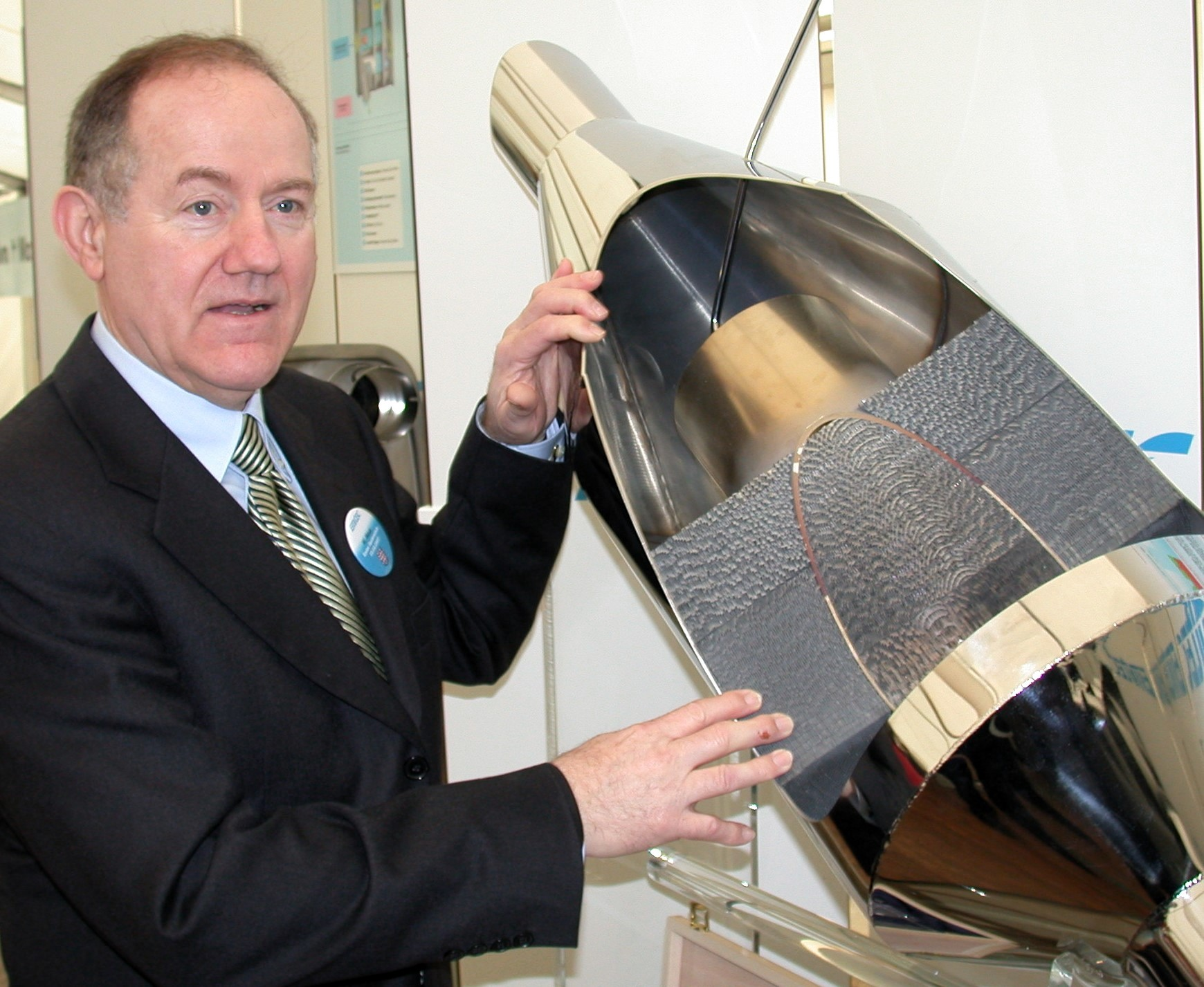
Wolfgang Maus erläutert die Funktionsweise eines großen Metall-Katalysators für Nutzfahrzeuge.

## Leben
Nach einem Maschinenbau-Studium an der Rheinisch Westfälischen Technischen Hochschule in Aachen (Abschluss 1977 mit Diplom Maschinenbau) arbeitete Maus ab 1977 im Bereich Forschung und Entwicklung bei der Gesellschaft für Hochtemperaturtechnik (GHT), einem Tochterunternehmen der Siemens AG. Dort übernahm Maus unter anderem die Verantwortung für die Entwicklung und Erstellung verfahrenstechnischer Hochtemperaturkomponenten im Bereich der Hochtemperaturreaktortechnik.
Im Rahmen der Diversifizierung der Siemens AG in das neue Geschäftsfeld Automobiltechnik übernahm Maus 1983 die Verantwortung für das neue Portfolio-Management, Geschäftsfeld Automobiltechnik bei der Interatom.

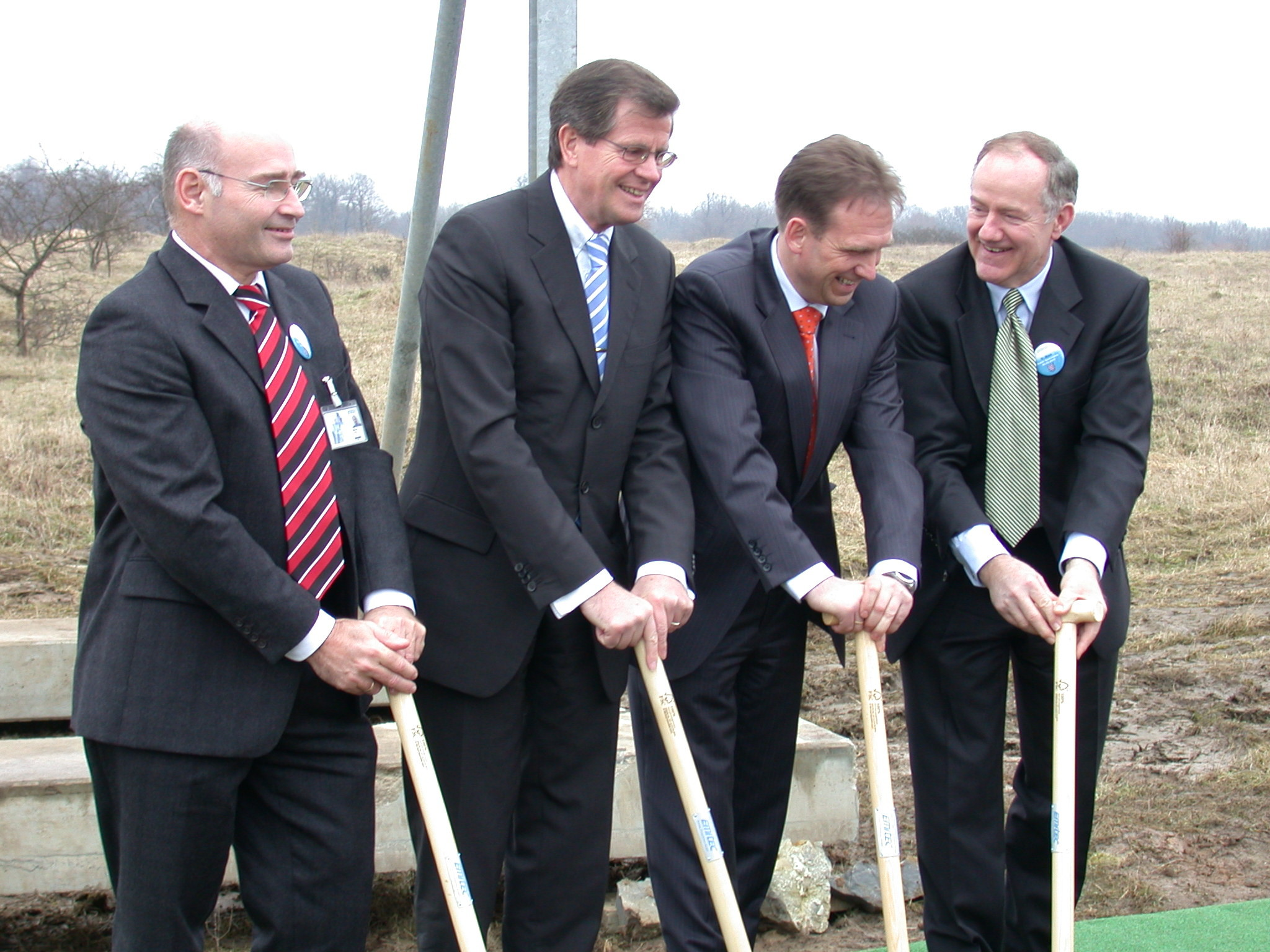
Im Februar 2007 erfolgte der Spatenstich zur Erweiterung des Emitec-Werkes in Eisenach. Von links nach rechts: Ludwig Wieres, globaler Produktionsleiter von Emitec; Bernd Gottschalk, ehemaliger Präsident des VDA; Dieter Althaus, ehemaliger Ministerpräsident von Thüringen sowie Wolfgang Maus, ehemaliger Geschäftsführer von Emitec

Bei Interatom übernahm Maus 1984 die neue gegründete Abteilung Neue Technologien. Zusammen mit seinen Mitarbeitern entwickelte er zwei neue Produkte für den zukünftigen Geschäftsbereich Automobiltechnik. Das eine war eine aus Einzelelementen zusammengesetzte und dann gefügte hohle Nockenwelle, die zweite war der Metallträger für Automobilkatalysatoren, kurz: Metall-Katalysator.
1992 übernahm Wolfgang Maus den Vorsitz der Geschäftsführung von Emitec. Ende 2012 übergab er den Vorsitz der Geschäftsführung von Emitec an Berthold Curtius. Als „Senior Advisor to the Board“ ist Maus weiterhin für Emitec tätig und hält Aufsichtsrats-Mandate in der Automobilindustrie.
Zusätzlich ist Maus als Berater für Innovations- und Patentstrategien tätig. Im Rahmen dessen betreut er unter anderem das Land Thüringen.
Wolfgang Maus veröffentlichte zahlreiche technisch-wissenschaftliche Fachbeiträge und engagierte sich mit diversen umweltpolitischen Vorträgen. Er hält über 700 Patente im Bereich der Metallträger-Katalysatoren.
Wolfgang Maus ist verheiratet und hat eine Tochter.

## Engagement im Bereich Synthetische Kraftstoffe
Bereits während seiner Geschäftsführung bei Emitec beschäftigten sich Maus und seine Mitarbeiter mit dem Thema synthetische Kraftstoffe. Da die weltweiten, natürlichen Erdölreserven begrenzt sind, könnten synthetische Kraftstoffe diese eines Tages substituieren.
Im Team konzentrierte man sich schnell auf das Verfahren „Carbon Dioxide & Water to Liquid Fuel“ (CWTL). Zweck dieses Verfahrens ist es – neben der Erzeugung von Kraftstoff – das bei der Verbrennungs und Industrieprozessen entstehende Kohlenstoffdioxid (CO2) chemisch als recycelbaren Wertstoff zu nutzen und (unter Einsatz von regenerativen Energien) wieder in einen Träger chemischer Energie zurückzuverwandeln. Das Verfahren beruht auf der Nutzung von Kohlenstoffdioxid, welches auch aus der Luft extrahiert werden kann, indem regenerativer Strom mit Hilfe der Elektrolyse Wasserstoff erzeugt und in einer Synthese Methanol bereits als flüssigen Energieträger erzeugt. Die Kosten pro Liter synthetischer Dieselalternative sollen – je nach lokalem Strompreis (Europa oder Nordafrika mit 2 Euroct/kWh) – etwa 3 Euro bis herunter zu 0,60 Euro (ohne Mehrwert-, Öko- oder anderen Steueranteil) betragen. Eine Produktions- oder Pilotanlage, die diese Preisprognose stützen könnte, gibt es derzeit nicht. Daraus sollte sich eine optimale Entwicklungshilfe für Afrika ergeben.
Nach seiner Berufszeit ist Maus in verschiedenen Fahrzeuggremien (SAE-Kongress, Wiener Motorensymposium, Internationaler Motorenkongress in Baden-Baden u. a. m.) als Befürworter und Berater für das CWTL-Verfahren tätig und im Rahmen dessen kümmert er sich auch um diverse Publikationen zum Thema.

## Persönliche Auszeichnungen
- 2014 wurde Maus mit der Ehrennadel mit Lorbeerkranz des Reitsportverbands Rheinland ausgezeichnet und im Jahr 2015 erhielt er das Deutsche FN Reiterkreuz.[6][7]
- 2016 wurde ihm das Bundesverdienstkreuz am Bande für erfolgreiches soziales und wirtschaftliches Wirken verliehen.[8]